# 德頓街
德頓街（英語：Tufton Street）位於英國伦敦西敏，因聚集英國疑歐主義和右派智庫，而被視為英國脫歐支持者的中心。大多組織都設在德頓街55號，亦有在57號。

## 德頓街55號
德頓街55號是一幢乔治王时代排屋，目前由商人理查·史密擁有。2010年代起，多個脫歐和氣候變化的智庫進駐排屋，當中九個智庫合稱「九實體」（納稅聯盟、新文化論壇、公民體、亞當·史密研究所、脫就是脫、全球暖化政策基金會、脫歐中心、政策研究中心和財務研究所），每兩週舉行會議協調政策和宣傳。

### 智庫
- 脫歐中心
- 英國商業（英语：Business for Britain）[4]（2015年10月7日遷出[5]）
- 公民體（英语：Civitas (think tank)）
- 歐洲基金會（英语：European Foundation (think tank)）
- 全球願景（英语：Global Vision (UK)）
- 全球暖化政策基金會（英语：Global Warming Policy Foundation）
- 脫就是脫（英语：Leave Means Leave）
- 英國移民監察（英语：Migration Watch UK）
- 新文化論壇（即英國獨立黨前副黨魁彼得·維杜（英语：Peter Whittle (politician)）辦公室）
- 納稅聯盟（英语：TaxPayers' Alliance）

### 影響政府施政
反脫歐人士指出，這些團體會面是「同意一系列的右翼論題」和「確保更多公眾曝光」。2020年9月，反抗滅絕團體在排屋外示威，抗議遊說團體和智庫左右政府施政
|               | 智庫和遊說專家花錢，散播關於人為氣候變化及其可怕實際威脅的謊言和質疑，實在令人髮指。 |
| ——史蒂芬·弗莱 |                                                                                      |

## 德頓街57號
- 政策研究中心（英语：Centre for Policy Studies）
  - CapX（英语：CapX）
- 倡議自貿（英语：Initiative for Free Trade）（2017年9月18日－2018年1月2日）[12]